# Памятник Александру II (Казань)
Памятник Александру II — памятник российскому императору Александру II, торжественно открытый 30 августа 1895 года в Казани. Находился на Ивановской площади (ныне — Площадь 1 Мая), между зданиями Городской думы, городского музея и Спасской башней Казанского кремля. Разрушен в 1918 году.

## Описание памятника

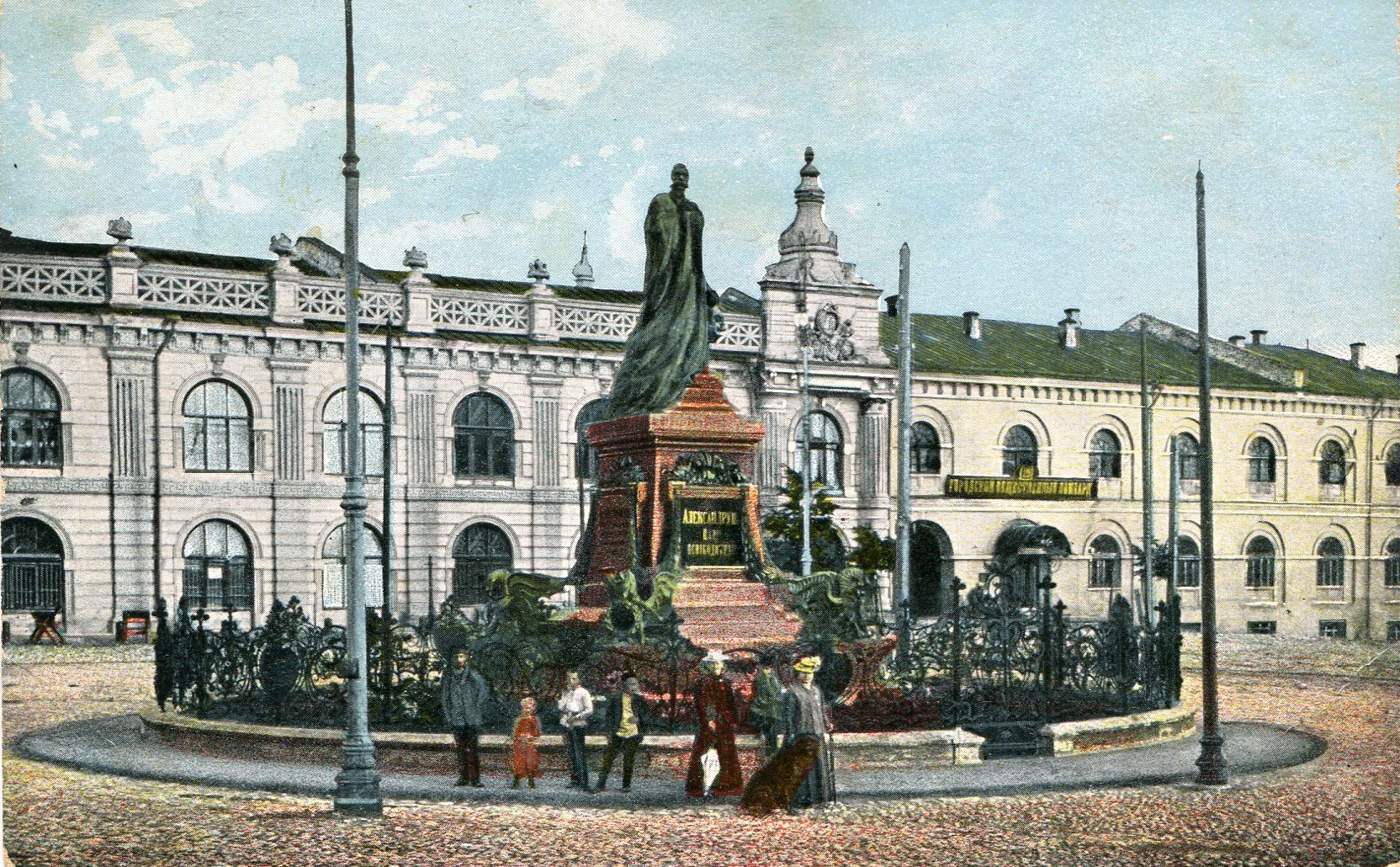
Памятник Александру II на фоне здания Городской думы и публичной библиотеки.

Н. П. Загоскин описывал памятник Александру II следующим образом:

Царь-Освободитель изображён в спускающейся с плеч порфире, с непокрытой головой и лицом, обращённым к древнему казанскому кремлю.
Левая рука в Бозе почивающего Монарха покоится на колонне — символическом изображении «закона», с лежащими на ней Императорской короной и скипетром; правая рука Государя благоговейно прижата ладонью к груди.
Лицевая сторона постамента, на котором установлена бронзовая фигура Императора, имеет надпись под Императорской короной со спускающимися от неё дубовыми и лавровыми гирляндами: «Александру II. Царю-Освободителю»; по трём другим сторонам постамента имеются надписи, рассказывающие о реформах покойного Монарха.
По углам нижней части пьедестала памятника бронзовые фигуры дракона Зиланта (казанского герба), соединённые гирляндами и лавровыми венками.— Спутник по Казани, 1895.:590-591
Согласно описанию памятника, данному Н. Прокофьевым, на императорской порфире были изображены затканные государственные гербы, а на пьедестале было выгравировано: «Александру II, Царю-Освободителю, Царю-Просветителю, Царю-Законодателю». «Решётка кругом памятника весьма красивого рисунка» была сделана позднее.

## История памятника

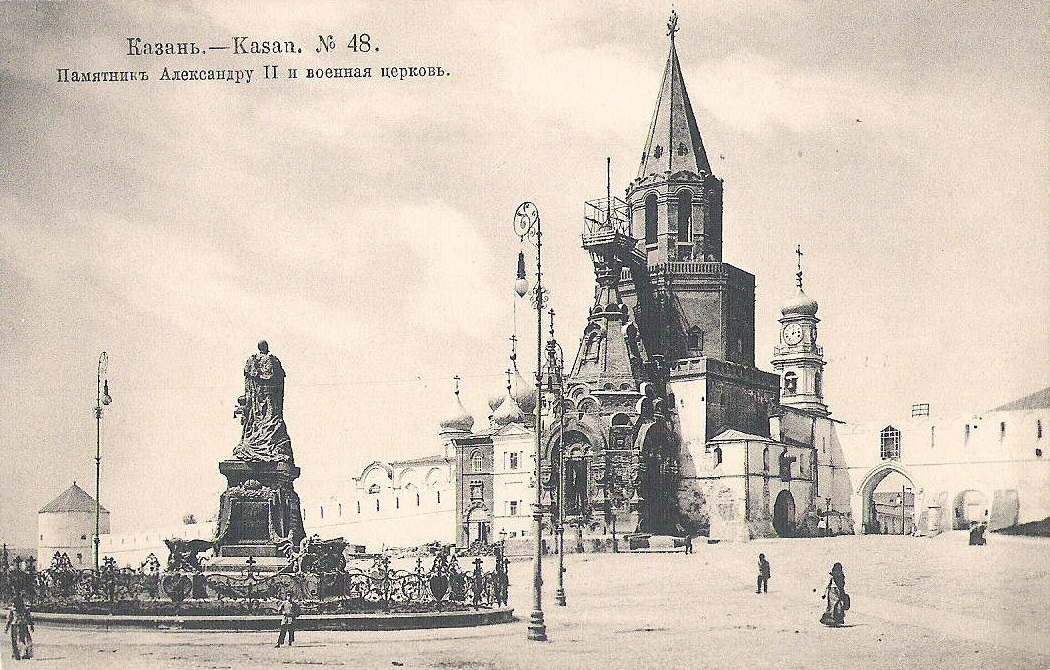
Памятник Александру II и военная церковь Спаса Нерукотворного Образа при Спасской башне казанского кремля.

### Проект памятника
Мысль об увековечении памяти Александра II, посещавшего Казань дважды — в июне 1837 года и в августе 1871-го — возникла у казанцев сразу вскоре после его трагической гибели в 1881 году.

### Возведение и открытие

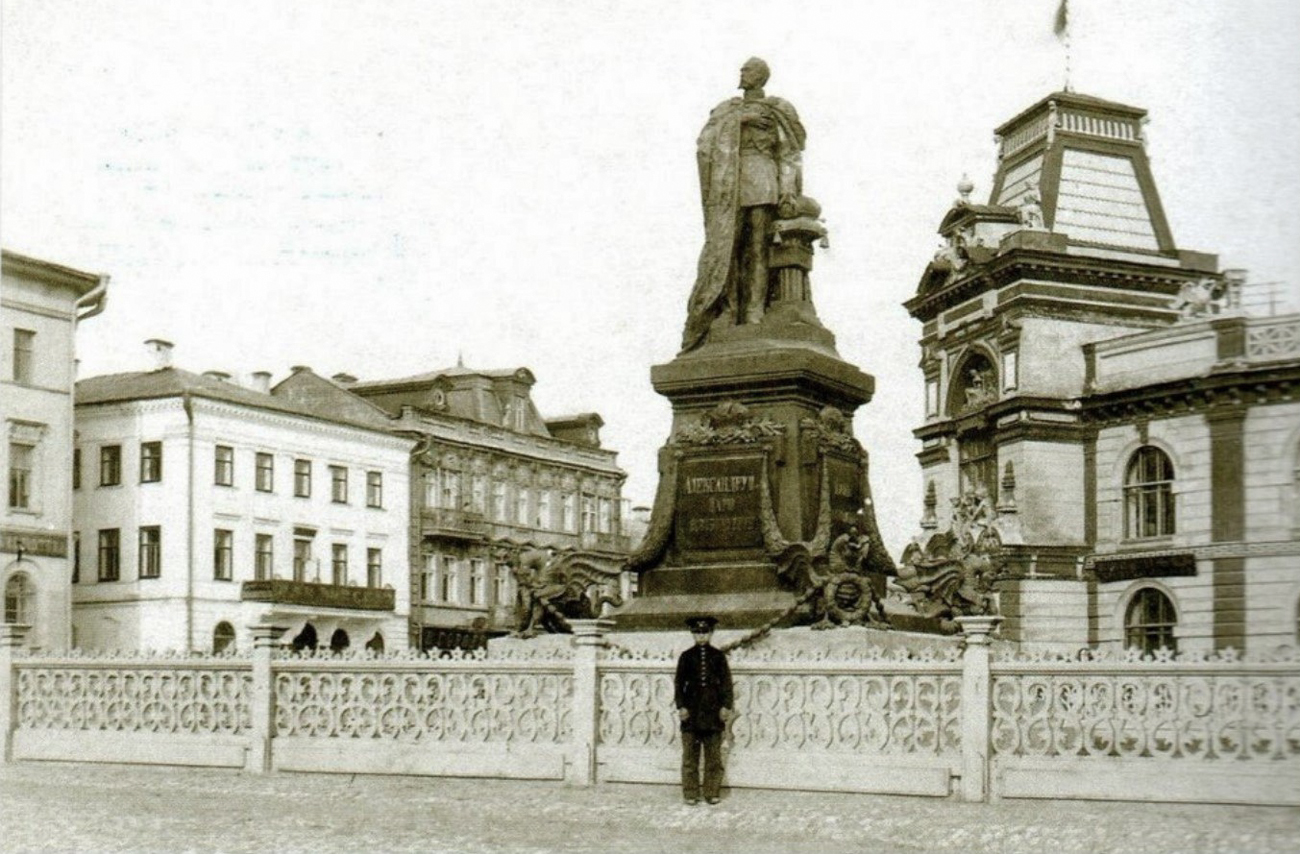
Памятник царю Александру II. 1895-1900 гг.

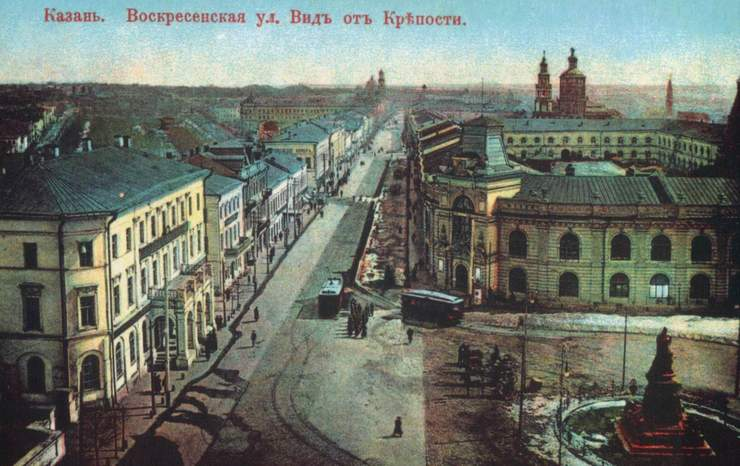
Вид на Ивановскую площадь от кремля. Слева здание городской думы; напротив — городского музея.

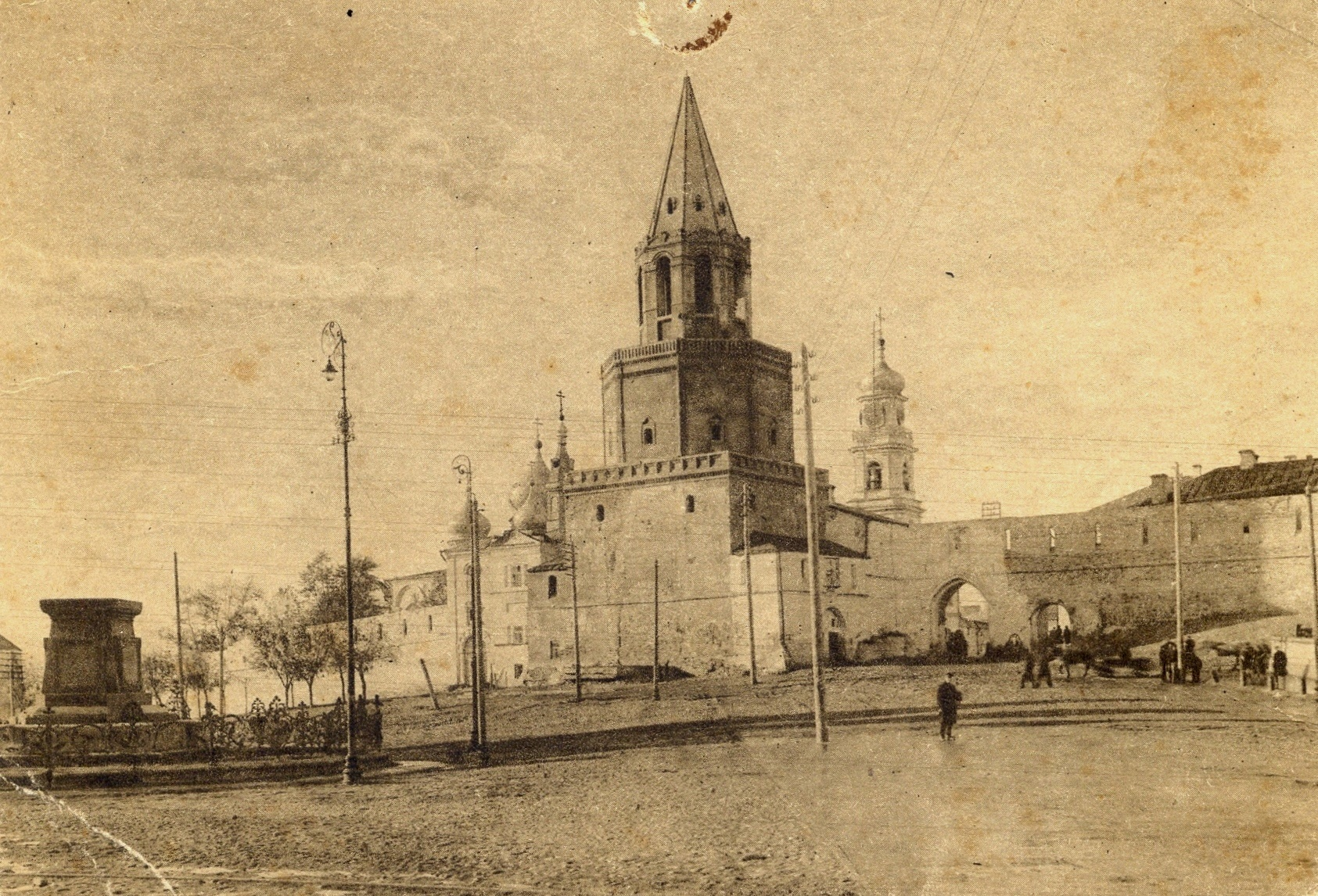
Пустой постамент памятника Александру II (1920-е годы)

Работы по сооружению памятника выполнялись под личным наблюдением автора проекта — академика В. О. Шервуда:591, который был автором памятника Александру II в Самаре.
Бронзовые части памятника были заказаны известной бронзовой фабрике Постникова в Москве, гранитные части — московскому мраморщику Захарову. Нижний постамент был сооружён из камня (кварцевого песчаника) каменоломен Сенгилеевского уезда Симбирской губернии:591.
Общая стоимость памятника определилась в сумме 43 856 рублей 31 копейка:591.
Памятник был готов в 1894 году и торжество его открытия предполагалось провести осенью того же года (22 октября), но вследствие государственного траура по умершему 20 октября императору Александру III открытие памятника было перенесено на август 1895 года:588.

### Разрушение
В феврале-марте 1918 года (в годовщину Февральской революции) с пьедестала памятника была демонтирована бронзовая фигура императора. Она до конца 1930-х годов пролежала на территории Гостиного двора. Как сообщила в апреле 1938 года газета «Красная Татария», металл от монумента пошел на изготовление тормозных втулок для трамвайных колес.

## Последующая история постамента
В рамках выполнения ленинского плана монументальной пропаганды, на пьедестале памятника Александру II 1 мая 1920 года был установлен другой памятник — «монумент Труда», или «Освобождённый труд». Скульптура Рабочего-металлиста, выполненная казанским художником Василием Богатырёвым, представляла собой мужчину в фартуке на голом торсе с кувалдой в руке, которой тот опирался на наковальню с приставленным к ней колесом телеги. В отличие от памятника императору, обращённого к Спасскому храму у входа в Кремль, взгляд Рабочего-металлиста был направлен в противоположную сторону — к Воскресенской (ныне Кремлёвской) улице. Так как скульптура Рабочего-металлиста была изготовлена из хрупкого гипса, она простояла на своём месте лишь около года.
3 ноября 1966 года на площади Первого Мая был открыт монументальный комплекс, центром которого является фигура Мусы Джалиля (авторы — скульптор В. Е. Цигаль и архитектор Л. Г. Голубовский).